# Augusta z Cambridge
Augusta z Cambridge (19. července 1822 – 5. prosince 1916) byla členka britské královské rodiny a vnučka Jiřího III. Sňatkem s Fridrichem Vilémem se stala meklenbursko-střelickou velkovévodkyní.

## Dětství
Princezna Augusta se narodila 19. července 1822 v paláci Montbrillant v Hannoveru. Její otec byl Adolf z Cambridge, sedmý syn krále Jiřího III. a Šarloty Meklenbursko-Střelické. Augustinou matkou byla Augusta Hesensko-Kaselská. Jako vnučka Jiřího III. v mužské linii měla titul britská princezna s předponou Její Královská Výsost. Malá princezna byla pokřtěna v paláci Montbrillant 16. srpna 1822, reverendem Edwardem Curtisem Kempem (kaplan britského velvyslance v Berlíně, sira George Rose). Tři z jejích kmoter byly křtu přítomnyː
- Karolina Nasavsko-Usingenská (její babička z matčiny strany)
- Luisa Nasavsko-Usingenská (pravděpodobně teta z matčiny strany)
- hesenská lankraběnka Luisa (její teta z matčiny strany buď sňatkem nebo pokrevní)

Zbytek kmotrů nebyl přítomen, případně byl reprezentován zástupci:
- Fridrich, vévoda z Yorku (její strýc z otcovy strany)
- všechny její žijící tety otcovy strany (pokrevní)
  - Šarlota Hannoverská, württemberská královna
  - princezna Augusta Žofie Hannoverská
  - Alžběta Hannoverská, hesensko-homburská lankraběnka
  - Marie hannoverská, vévodkyně z Gloucesteru
  - princezna Žofie Hannoverská
- Augusta Pruská, hesenská kurfiřtka (manželka Viléma II., bratrance její matky)
- Marie Hesensko-Kasselská, meklenburská velkovévodkyně (její teta z matčiny strany)
- Luisa Šarlota Dánská (manželka jejího strýce z matčiny strany)

Princezna strávila své dětství v Hannoveru, kde byl její otec místokrálem, jménem svého bratra Jiřího IV.
Augusta měla jednoho bratra, Jiřího, budoucího vévodu z Cambridge, a jednu sestru, Marii Adelaidu, budoucí vévodkyni z Tecku. Byla také sestřenicí královny Viktorie a tetou Marie z Tecku, manželky krále Jiřího V.

## Manželství
28. června 1843 se Augusta v Buckinghamském paláci v Londýně provdala za svého bratrance Fridricha Viléma Meklenbursko-Střelického. Po svatbě se stala Její Královskou Výsostí meklenbursko-střelickou dědičnou velkovévodkyní a 6. září 1860, po tchánově smrti, Její Královskou Výsostí meklenbursko-střelickou velkovévodkyní. Augusta měla s Fridrichem Vilémem dva synyː
- Fridrich Vilém Meklenbursko-Střelický (13. ledna 1845)
- Adolf Fridrich V. Meklenbursko-Střelický (22. července 1848 – 11. června 1914) ⚭ 1877 Alžběta Anhaltská (7. září 1857 – 20. července 1933)

## Pozdější život
Přestože trávila Augusta většinu své dospělosti v Německu, udržovala úzké osobní vztahy s britskou královskou rodinou. Často navštěvovala svou matku, vévodkyni z Cambridge, v jejích pokojích v Kensingtonském paláci.
Po matčině smrti v roce 1889 získala Augusta dům v londýnské čtvrti Buckingham Gate, kde trávila část roku až do pokročilého stáří.
Při přípravě na korunovaci krále Eduarda VII. a královny Alexandry, s ní vévoda z Norfolku konzultoval otázky oblečení a etikety. To proto, že byla o sedmdesát jedna let dříve přítomna korunovace krále Viléma IV. a královny Adelheid. Byla také schopna podat podrobnosti z korunovace královny Viktorie.
Augusta si byla obzvláště blízká se svou neteří, budoucí královnou Marií. Nicméně, stáří jí zabránilo v účasti na korunovaci Jiřího V. a Marie z Tecku 22. červnu 1911.
Po vypuknutí první světové války jí britská vláda pozastavila důchod, který obdržela jako člen královské rodiny.
Jako stará paní byla Augusta známá svou nevrlostí. Byla ale také velmi chytrá a inteligentní. Augusta zemřela jako meklenbursko-střelická velkovévodkyně vdova 5. prosince 1916 v Neustrelitz a byla pohřbena v Mirow.

## Tituly a oslovení
- 19. července 1822 – 28. června 1843: Její Královská Výsost princezna Augusta z Cambridge
- 28. června 1843 – 6. září 1860: Její Královská Výsost meklenbursko-střelická dědičná velkovévodkyně
- 6. září 1860 – 30. května 1904: Její Královská Výsost meklenbursko-střelická velkovévodkyně
- 30. května 1904 – 5. prosince 1916: Její Královská Výsost meklenbursko-střelická velkovévodkyně vdova

## Vývod z předků
|                     |                                              |  |                                |                                                                             |  |  |  |  |  |  |  | Jiří II. |
|                     |                                              |  |                                |                                                                             |  |  |  |  |  |  |  |          |
|                     | Frederik Ludvík Hannoverský                  |  |                                |                                                                             |  |  |  |  |  |  |  |          |
|                     |                                              |  |                                |                                                                             |  |  |  |  |  |  |  |          |
|                     |                                              |  |                                | Karolina z Ansbachu                                                         |  |  |  |  |  |  |  |          |
|                     |                                              |  |                                |                                                                             |  |  |  |  |  |  |  |          |
|                     | Jiří III.                                    |  |                                |                                                                             |  |  |  |  |  |  |  |          |
|                     |                                              |  |                                |                                                                             |  |  |  |  |  |  |  |          |
|                     |                                              |  |                                | Fridrich II. Sasko-Gothajsko-Altenburský                                    |  |  |  |  |  |  |  |          |
|                     |                                              |  |                                |                                                                             |  |  |  |  |  |  |  |          |
|                     | Augusta Sasko-Gothajská                      |  |                                |                                                                             |  |  |  |  |  |  |  |          |
|                     |                                              |  |                                |                                                                             |  |  |  |  |  |  |  |          |
|                     |                                              |  |                                | Magdalena Augusta Anhaltsko-Zerbstská                                       |  |  |  |  |  |  |  |          |
|                     |                                              |  |                                |                                                                             |  |  |  |  |  |  |  |          |
|                     | Adolf z Cambridge                            |  |                                |                                                                             |  |  |  |  |  |  |  |          |
|                     |                                              |  |                                |                                                                             |  |  |  |  |  |  |  |          |
|                     |                                              |  |                                | Adolf Fridrich II. Meklenbursko-Střelický                                   |  |  |  |  |  |  |  |          |
|                     |                                              |  |                                |                                                                             |  |  |  |  |  |  |  |          |
|                     | Karel Ludvík Fridrich Meklenbursko-Střelický |  |                                |                                                                             |  |  |  |  |  |  |  |          |
|                     |                                              |  |                                |                                                                             |  |  |  |  |  |  |  |          |
|                     |                                              |  |                                | Kristiána ze Schwarzburg-Sondershausenu                                     |  |  |  |  |  |  |  |          |
|                     |                                              |  |                                |                                                                             |  |  |  |  |  |  |  |          |
|                     | Šarlota Meklenbursko-Střelická               |  |                                |                                                                             |  |  |  |  |  |  |  |          |
|                     |                                              |  |                                |                                                                             |  |  |  |  |  |  |  |          |
|                     |                                              |  |                                | Arnošt Fridrich I. Sasko-Hildburghausenský                                  |  |  |  |  |  |  |  |          |
|                     |                                              |  |                                |                                                                             |  |  |  |  |  |  |  |          |
|                     | Alžběta Sasko-Hildburghausenská              |  |                                |                                                                             |  |  |  |  |  |  |  |          |
|                     |                                              |  |                                |                                                                             |  |  |  |  |  |  |  |          |
|                     |                                              |  |                                | Žofie Albertina z Erbach-Erbachu                                            |  |  |  |  |  |  |  |          |
|                     |                                              |  |                                |                                                                             |  |  |  |  |  |  |  |          |
| Augusta z Cambridge |                                              |  |                                |                                                                             |  |  |  |  |  |  |  |          |
|                     |                                              |  |                                |                                                                             |  |  |  |  |  |  |  |          |
|                     |                                              |  | Vilém VIII. Hesensko-Kasselský |                                                                             |  |  |  |  |  |  |  |          |
|                     |                                              |  |                                |                                                                             |  |  |  |  |  |  |  |          |
|                     | Fridrich II. Hesensko-Kasselský              |  |                                |                                                                             |  |  |  |  |  |  |  |          |
|                     |                                              |  |                                |                                                                             |  |  |  |  |  |  |  |          |
|                     |                                              |  |                                | Dorotea Vilemína Sasko-Zeitzská                                             |  |  |  |  |  |  |  |          |
|                     |                                              |  |                                |                                                                             |  |  |  |  |  |  |  |          |
|                     | Fridrich Hesensko-Kasselský                  |  |                                |                                                                             |  |  |  |  |  |  |  |          |
|                     |                                              |  |                                |                                                                             |  |  |  |  |  |  |  |          |
|                     |                                              |  |                                | Jiří II.                                                                    |  |  |  |  |  |  |  |          |
|                     |                                              |  |                                |                                                                             |  |  |  |  |  |  |  |          |
|                     | Marie Hannoverská                            |  |                                |                                                                             |  |  |  |  |  |  |  |          |
|                     |                                              |  |                                |                                                                             |  |  |  |  |  |  |  |          |
|                     |                                              |  |                                | Karolina z Ansbachu                                                         |  |  |  |  |  |  |  |          |
|                     |                                              |  |                                |                                                                             |  |  |  |  |  |  |  |          |
|                     | Augusta Hesensko-Kaselská                    |  |                                |                                                                             |  |  |  |  |  |  |  |          |
|                     |                                              |  |                                |                                                                             |  |  |  |  |  |  |  |          |
|                     |                                              |  |                                | Karel Nasavsko-Usingenský                                                   |  |  |  |  |  |  |  |          |
|                     |                                              |  |                                |                                                                             |  |  |  |  |  |  |  |          |
|                     | Karel Vilém Nasavsko-Usingenský              |  |                                |                                                                             |  |  |  |  |  |  |  |          |
|                     |                                              |  |                                |                                                                             |  |  |  |  |  |  |  |          |
|                     |                                              |  |                                | Kristiána Vilemína Sasko-Eisenašská                                         |  |  |  |  |  |  |  |          |
|                     |                                              |  |                                |                                                                             |  |  |  |  |  |  |  |          |
|                     | Karolina Nasavsko-Usingenská                 |  |                                |                                                                             |  |  |  |  |  |  |  |          |
|                     |                                              |  |                                |                                                                             |  |  |  |  |  |  |  |          |
|                     |                                              |  |                                | Kristián Karel Reinhard Leiningensko-Dachsbursko-Falkenbursko-Heidesheimský |  |  |  |  |  |  |  |          |
|                     |                                              |  |                                |                                                                             |  |  |  |  |  |  |  |          |
|                     | Karolina Felizitas Leiningensko-Dagsburská   |  |                                |                                                                             |  |  |  |  |  |  |  |          |
|                     |                                              |  |                                |                                                                             |  |  |  |  |  |  |  |          |
|                     |                                              |  |                                | Kateřina Polyxena ze Solms-Rödelheim a Assenheim                            |  |  |  |  |  |  |  |          |
|                     |                                              |  |                                |                                                                             |  |  |  |  |  |  |  |          |